# Bistum Gary
Das Bistum Gary (lat.: Dioecesis Gariensis) ist eine in den Vereinigten Staaten gelegene römisch-katholische Diözese mit Sitz in Gary, Indiana.

## Geschichte
Das Bistum Gary wurde am 10. Dezember 1956 durch Papst Pius XII. mit der Apostolischen Konstitution Postulant quandoque aus Gebietsabtretungen des Bistums Fort Wayne errichtet und dem Erzbistum Indianapolis als Suffraganbistum unterstellt.

## Territorium
Das Bistum Gary umfasst die im Bundesstaat Indiana gelegenen Gebiete Lake County, LaPorte County, Porter County und Starke County.

## Bischöfe von Gary
- Andrew Gregory Grutka, 1956–1984
- Norbert Felix Gaughan, 1984–1996
- Dale Joseph Melczek, 1996–2014
- Donald Hying, 2014–2019, dann Bischof von Madison
- Robert John McClory, seit 2019

## Einzelnachweise

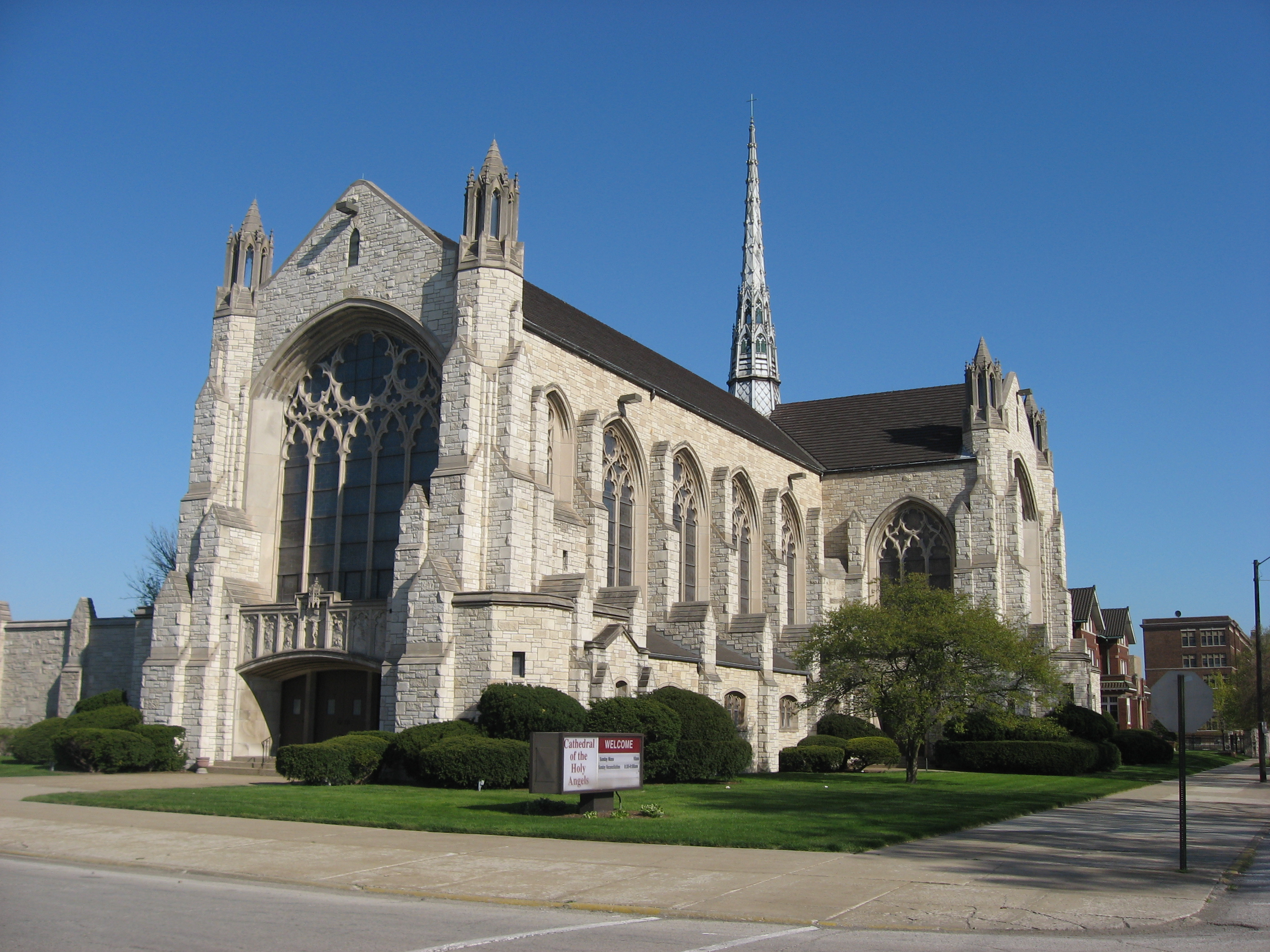
Kathedrale: Holy Angels (Heilige Engel) in Gary